# Villares de Abajo
Villares de Abajo är en ort i Spanien.   Den ligger i provinsen Province of Asturias och regionen Asturien, i den nordvästra delen av landet, 400 km nordväst om huvudstaden Madrid. Villares de Abajo ligger 912 meter över havet och antalet invånare är 117.
Terrängen runt Villares de Abajo är kuperad åt sydväst, men åt nordost är den bergig. Runt Villares de Abajo är det mycket glesbefolkat, med 2 invånare per kvadratkilometer. Närmaste större samhälle är San Antolín, 14,8 km nordväst om Villares de Abajo. I omgivningarna runt Villares de Abajo växer i huvudsak blandskog.